# آلبرت هال (هنرپیشه)
آلبر هال (انگلیسی: Albert Hall؛ زادهٔ ۱۰ نوامبر ۱۹۳۷) یک هنرپیشه اهل ایالات متحده آمریکا است.
از فیلم‌ها یا برنامه‌های تلویزیونی که وی در آن نقش داشته است می‌توان به اینک آخرالزمان، بیکرهای شگفت‌انگیز، شیطان در لباس آبی اشاره کرد.